# Вестфалія (Мічиган)
Вестфалія (англ. Westphalia) — селище (англ. village) в США, в окрузі Клінтон штату Мічиган. Населення — 924 особи (2020).

## Географія
Вестфалія розташована за координатами 42°55′52″ пн. ш. 84°47′52″ зх. д. / 42.93111° пн. ш. 84.79778° зх. д. (42.931040, -84.797881).  За даними Бюро перепису населення США в 2010 році селище мало площу 2,97 км², з яких 2,89 км² — суходіл та 0,08 км² — водойми.

## Демографія
Згідно з переписом 2010 року, у селищі мешкали 923 особи в 355 домогосподарствах у складі 267 родин. Густота населення становила 311 особа/км².  Було 364 помешкання (123/км²).
Расовий склад населення:
| - 98,2 % — білих - 0,1 % — корінних американців - 0,1 % — чорних або афроамериканців - 0,1 % — азіатів - 1,0 % — осіб інших рас |

До двох чи більше рас належало 0,5 %. Частка іспаномовних становила 3,0 % від усіх жителів.
За віковим діапазоном населення розподілялося таким чином: 27,5 % — особи молодші 18 років, 50,1 % — особи у віці 18—64 років, 22,4 % — особи у віці 65 років та старші. Медіана віку мешканця становила 39,4 року. На 100 осіб жіночої статі у селищі припадало 93,5 чоловіків;  на 100 жінок у віці від 18 років та старших — 94,5 чоловіків також старших 18 років.
Середній дохід на одне домашнє господарство  становив 67 308 доларів США (медіана — 54 327), а середній дохід на одну сім'ю — 76 315 доларів (медіана — 67 083). Медіана доходів становила 53 750 доларів для чоловіків та 35 250 доларів для жінок. За межею бідності перебувало 0,6 % осіб, у тому числі 0,0 % дітей у віці до 18 років та 1,6 % осіб у віці 65 років та старших.
Цивільне працевлаштоване населення становило 358 осіб. Основні галузі зайнятості: публічна адміністрація — 23,2 %, освіта, охорона здоров'я та соціальна допомога — 16,5 %, виробництво — 14,0 %.